# Two Old Tars
Two Old Tars er en amerikansk stumfilm fra 1913 af Henry Lehrman.

## Medvirkende
- Phyllis Allen
- Roscoe 'Fatty' Arbuckle
- Nick Cogley
- Charles Murray
- Ford Sterling